# Пятьсот гривен
Пятьсо́т гри́вен (укр.  П'ятсот гривень) — номинал денежных банкнот УНР, имевших хождение в 1918—1920 годах, а также номинал банкнот независимой Украины, введённый в обращение 15 сентября 2006 года. На момент введения банкнота стоила чуть меньше 100 долларов США, и была самой тяжёлой банкнотой постсоветского пространства после банкноты 5000 российских рублей и 100 новых азербайджанских манат, введённых в том же году. После нескольких девальваций (2008 и 2014—2015 годов) банкнота постепенно обесценилась по отношению к доллару, и в настоящее время (декабрь 2023) её стоимость составляет менее 13 долларов США. Вторая крупнейшая купюра в Украине. 
В связи с особенностями масштабов цен в разных регионах Украины данная банкнота встречалась не повсеместно. По состоянию на август 2013 года, ряд украинских банков не заправляли свои крымские банкоматы данной банкнотой (выбор был ограничен банкнотами в 50, 100 и 200 гривен).

## История

### Образец 1918 года

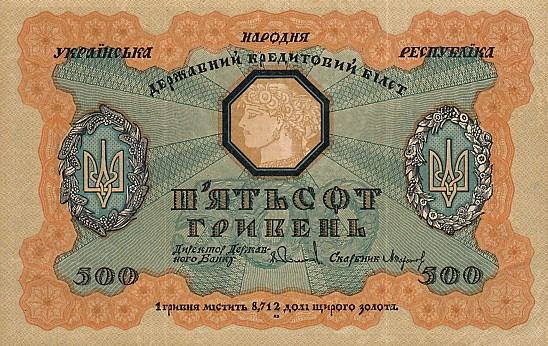
Аверс 500 гривен УНР

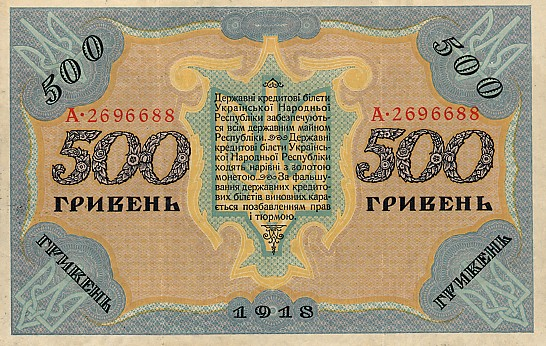
Реверс 500 гривен образца 1918 года

После провозглашения Украинской Народной Республики третьим универсалом Центральной Рады в ноябре 1917 началась активная разработка собственной валюты. Создание своей финансовой системы и денежных знаков, как еще одного фактора создания государства, занималось Генеральным секретариатомфинансов и промышленности во главе с Михаилом Туган-Барановским . января 1918 Центральная Рада приняла «Временный закон о выпуске государственных кредитных билетов УНР». Первыми украинскими деньгами стали банкноты «100 карбовнцев», оформленные художником-графиком Георгием Нарбутом . После провозглашения самостоятельности УНР и учитывая частые случаи фальсификации новой купюры (которая делалась из обычной бумаги, не имела защитных водяных знаков ; кроме того большевики , убегая из Киева, похитили и вывезли в Москву клише денежного билета), Центральная Рада 1 приняла закон «О денежной единице, биении монеты и печати кредитных государственных билетов». Вводилась новая денежная единица — гривна, «должная содержать 8,712 доли чистого золота гривна делится на 100 шагов ; 2 гривны соответствуют одному карбовнцу эмиссии 1917 г.». С наступлением советского периода в истории Украины, деньги в гривневом наименовании исчезли из обращения вплоть до середины 1990-х годов. В начале 1920-х годов, после роспуска УНР, Совнаркомом на землях Советской Украины были введены первые советские рубли (так называемые «большевистские тысячки»)

### Образец 2006 года
Первые банкноты печатались на Банкнотно-монетном дворе НБУ в 2006 году.
Банкнота изготовлена на специальной тонированной бумаге бежевого оттенка, что соответствует преобладающему цвету банкноты, с многоцветным водяным знаком в виде портрета. Кроме того банкнота содержит другие элементы защиты: антисканерную сетку, защитную ленту, микротекст, невидимые защитные волокна, совмещённое изображение, рельефные элементы, радужная и орловская печати, флуоресцентный и магнитный номера, светлый элемент. Преобладающий цвет — жёлтый.
На аверсной стороне банкноты размещён портрет выдающегося украинского философа и учёного Григория Сковороды на фоне выполненного рукой Сковороды графического изображения фонтана с надписями «Не ра́вное всѣмъ ра́венство» (над фонтаном) и «Льются изъ разныхъ тру́бокъ, разные токи: въ ра́зные» (под фонтаном); изображение взято из раздела «Приметы некиих сродностей», входящего в диалог Сковороды «Разговор, называемый алфавит, или букварь мира». Кроме того, лицевая сторона банкноты содержит изображение Малого Государственного Герба Украины (трезубца), надписи «Україна» и «Національний банк України», номинал банкноты, указанный числом и прописью («П’ЯТСОТ ГРИВЕНЬ»), подпись председателя НБУ (с наименованием должности: «ГОЛОВА»), метка для людей с ослабленным зрением в виде трёх точек, изображение скрипки, надпись «Григорій СКОВОРОДА 1722—1794».
На реверсной стороне банкноты размещено изображение здания Староакадемического корпуса Киево-Могилянской академии. На фоне изображена использовавшаяся в XVIII веке печать Киево-Могилянской академии с круговой латинской надписью «ACADEMIA KIIOVIENSIS SIGILLUM» и изображением Староакадемического корпуса в центре. Справа от изображения академии — вертикальная надпись «Києво-Могилянська академія». Слева от изображения академии расположена иллюстрация к произведению «Пифагоровый треугольник» в виде треугольника с глазом, вписанного в окружность, с размещёнными по углам греческими буквами α, β и ω. Также обратная сторона банкноты содержит серию (две буквы) и номер (семь цифр) банкноты; номинал, указанный числом и прописью («П’ятсот гривень»); год и место печати («Київ 2006»); вертикальную надпись «УКРАЇНА».
На банкнотах содержится подпись Владимира Стельмаха, председателя Нацбанка Украины на момент выхода банкноты в обращение 15 сентября 2006 года.

### Образец 2011 года
Банкноты печатались на Банкнотно-монетном дворе НБУ в 2011 году. Банкноты образца 2011 года идентичны тем, что были выпущены в 2006 году. Различия: на лицевой стороне содержится подпись Сергея Арбузова, на оборотной — год печати изменён на 2011. Введена в обращение 1 декабря 2011 года.

### Образец 2015 года
С 2015 года дизайн банкноты был приведён к стандартизации с ранее выпущенными банкнотами в 20 и 100 гривен четвёртой серии. Вместе с тем был модифицирован портрет Григория Сковороды, отзеркаленный относительно образца 2006 года, а с реверса было убрано изображение "Пифагоров треугольник" из-за нарисованного в нём глаза, сильно напоминавшего масонский знак.

## Памятные и оборотные монеты

### Золотые
| Название                                           | Тираж | Дата выпуску    | Аверс | Реверс |
| -------------------------------------------------- | ----- | --------------- | ----- | ------ |
| Оранта                                             | 1000  | 28 июля 1997    |       |        |
| Финальный турнир чемпионата Европы по футболу 2012 | 500   | 16 декабрь 2011 |       |        |

## Статистические данные
| Банкноты разных лет выпуска | Банкноты разных лет выпуска | Банкноты разных лет выпуска | Банкноты разных лет выпуска | Банкноты разных лет выпуска | Банкноты разных лет выпуска       | Банкноты разных лет выпуска                        | Банкноты разных лет выпуска | Банкноты разных лет выпуска | Банкноты разных лет выпуска |
| Изображение                 | Изображение                 | Подпись                     | Размеры                     | Основной цвет               | Описание                          | Описание                                           | Дата                        | Дата                        | Дата                        |
| Аверс                       | Реверс                      | Подпись                     | Размеры                     | Основной цвет               | Аверс                             | Реверс                                             | печати                      | выпуска                     | изъятия                     |
| --------------------------- | --------------------------- | --------------------------- | --------------------------- | --------------------------- | --------------------------------- | -------------------------------------------------- | --------------------------- | --------------------------- | --------------------------- |
|                             |                             |                             | 184×119 мм                  | светло-оранжевый и голубой  | номинал, герб УНР, голова в венке | номинал, герб УНР, предупреждение о подделке денег | 1918                        | 17 октября 1918             | после 1921                  |
|                             |                             | В. Стельмах (2006)          | 154×75 мм                   | Персиковый                  | Григорий Сковорода                | Киево-Могилянская академия                         | 2006                        | 15 сентября 2006            | 1 августа 2024              |
|                             |                             | С. Арбузов (2011)           | 154×75 мм                   | Персиковый                  | Григорий Сковорода                | Киево-Могилянская академия                         | 2011                        | 1 декабря 2011              | 1 августа 2024              |
|                             |                             | С. Кубив (2014)             | 154×75 мм                   | Персиковый                  | Григорий Сковорода                | Киево-Могилянская академия                         | 2014                        | 1 сентября 2014             | 1 августа 2024              |
|                             |                             | В. Гонтарева (2015)         | 154×75 мм                   | Персиковый                  | Григорий Сковорода                | Киево-Могилянская академия                         | 2015                        | 1 ноября 2015               | 1 августа 2024              |
|                             |                             | В. Гонтарева (2015)         | 154×75 мм                   | Бежевый                     | Григорий Сковорода                | Киево-Могилянская академия                         | 2015                        | 11 апреля 2016              | в обращении                 |
|                             |                             | Я. Смолий (2018)            | 154×75 мм                   | Бежевый                     | Григорий Сковорода                | Киево-Могилянская академия                         | 2018                        | 22 февраля 2019             | в обращении                 |
|                             |                             | К. Шевченко (2021)          | 154×75 мм                   | Бежевый                     | Григорий Сковорода                | Киево-Могилянская академия                         | 2021                        | 23 марта 2021               | в обращении                 |
|                             |                             | А. Пышный (2023)            | 154×75 мм                   | Бежевый                     | Григорий Сковорода                | Киево-Могилянская академия                         | 2023                        | 25 апреля 2023              | в обращении                 |